# Holzgericht

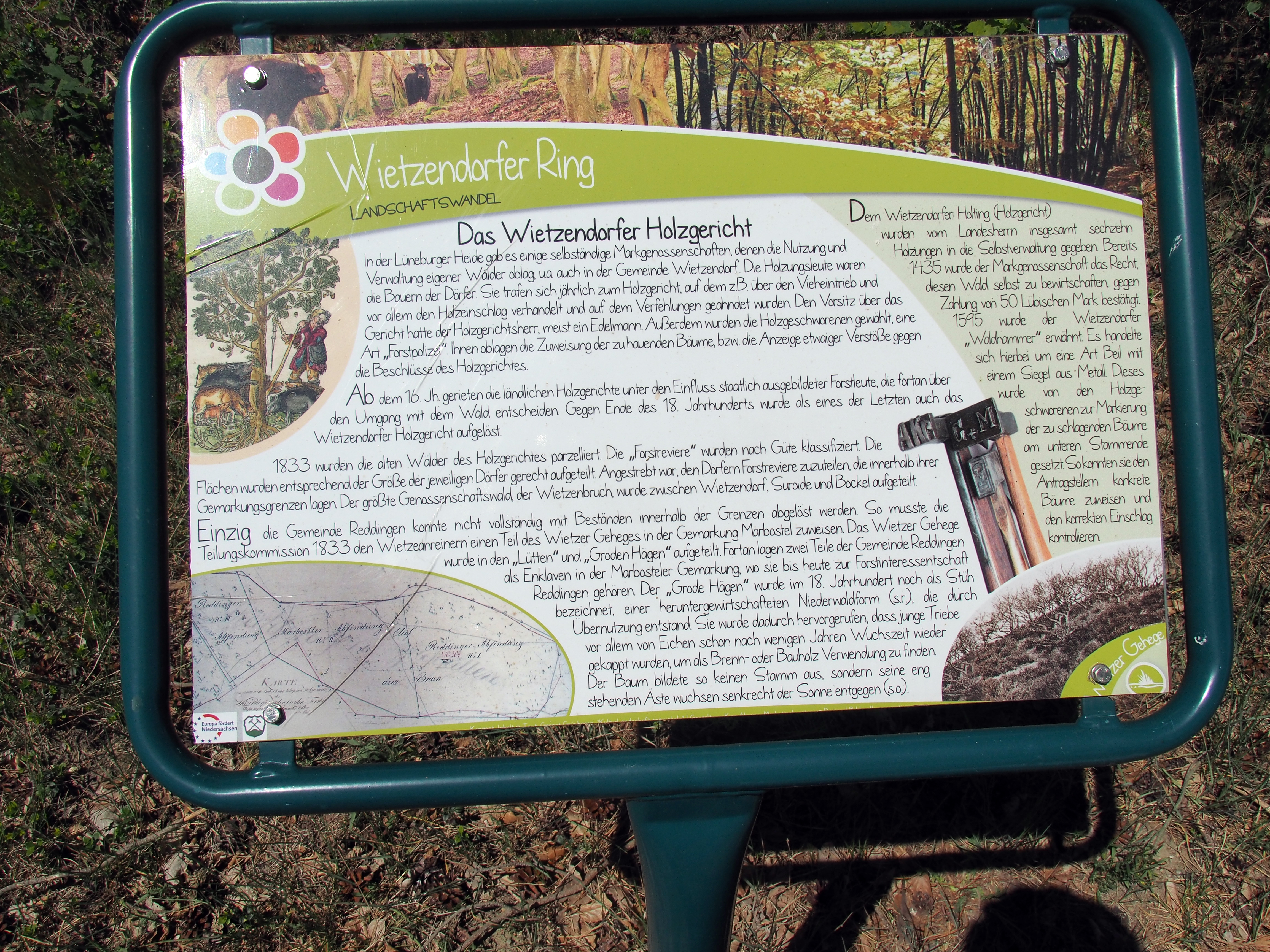
Das „Wietzendorfer Holzgericht“

Ein Holzgericht war im Spätmittelalter und der Neuzeit ein Gericht über Holz- oder Forstangelegenheiten und Nutzungsrechte der Markgenossen an einem Markwald. Es wurde auch Forstgericht, Waldgericht, Haingericht, Markgericht, Holzdinge, Holzgedinge, Holting, Hölting, hülzernes oder hölzernes Gericht genannt. Seine Zuständigkeit bezog sich im Kern auf „Wald, Wasser, Weide, Weg und Steg“. Teilweise hatte es den Charakter einer Gemeindeversammlung („Hengerath“) zur Regelung örtlicher Angelegenheiten mit gewissen Ahndungsmöglichkeiten bei kleineren Übertretungen.
In den westfälischen Holzmarken saß der Holzgraf oder der Grundherr der Mark entweder der Gerichtsverhandlung selbst vor oder überließ den Vorsitz einem seiner Beamten. Die Meier als Beisitzer wurden in dieser Funktion auch Holzrichter genannt.
Relikt sind heute noch die Vorbehalte zugunsten des Landesrechts bei Forst- und Feldrügesachen (vgl. Rügegericht), ferner gewissermaßen auch die Ortsgerichte in Hessen, soweit sie bei der Feststellung und Erhaltung von Grundstücksgrenzen mitwirken.